# The Almighty Johnsons
The Almighty Johnsons é uma série neozelandesa  de comédia dramática em que deuses da mitologia nórdica encarnam-se em pessoas comuns. 

## Enredo
Aviso: as informações a seguir contém Spoilers.
Um estudante universitário, Axl Johnson, em seu 21º aniversário,  descobre que os membros de sua família são deuses nórdicos que, após deixarem Asgard,  passam a reencarnar em kiwis de linhagem norueguesa. Como mortais, porém, possuem apenas uma parte de seus poderes. Segundo profecias, a restauração ocorrerá quando Odin, que Axl encarna, voltar a se reunir com Frigga. Com o auxílio de seus irmãos Mike, Anders, Ty e de Olaf, seu avô de 92 anos, inicia a sua busca pela amada de Odin.

## Personagens e Elenco

### Família Johnson
- Axl (Odin) - Emmett Skilton e Siobhan Marshall

Estudante de construção civil, Axl divide uma casa com os amigos Gaia e Zeb no subúrbio de Auckland.
- Mikkel (Uller) - Timothy Balme

Construtor, casado com Valerie, é o líder dos irmãos Johnson.
- Anders (Bragi) - Dean O'Gorman

Publicitário, é dono de uma agência de relações públicas. Mulherengo, vive  em constante conflito com a família por conta de seu comportamento.
- Tyrone (Hoder) - Jared Turner

Tem uma oficina de refrigeração. É tímido e deprimido, por conta da natureza sombria da sua divindade.
- Olaf (Balder) - Ben Barrington

Irresponsável, leva uma vida de ócio e surf. Renasce todos os dias e mantém-se jovem, apesar de ter mais de 90 anos. É o oráculo e guia espiritual da família.
- Agnetha (Freia) - Alison Bruce

Retorna após ter abandonado os filhos aos cuidados de Mike para tornar-se uma árvore. Deusa da prosperidade, logo torna-se empresária controladora de um conglomerado. Ambiciona evitar a restauração dos poderes divinos por achar injusta a submissão das deusas aos deuses.
- Johan (Njord) - Stuart Devenie

Por não suportar a vida em tetra, como fazendeiro em Hawke's Bay, abandona  a família aos cuidados da esposa.

### Outras divindades
- Gaia (Iduna) - Keisha Castle-Hughes

Enfermeira, amiga e colega de quarto de Axl, nutre por ele uma paixão não correspondida. Aparentemente mortal, carrega uma série de confusões familiares. Predestinada a se tornar Frigga ou a deusa maori Papatuanuku, assume a divindade de Iduna.
- Michele Brock (Sjöfn) - Michelle Langstone

Médica, vive sob as ordens de Agnetha.
- Stacey (Fulla) - Eve Gordon

Entregadora de encomendas, vive sob o comando de Agnetha. Por conta da condição servil de Fulla, sofre de uma compulsão  por cumprir ordens.
- Ingrid (Snotra) - Rachel Nash

Secretária de Agnetha e oráculo.
- Eva Gundersen (Hel) - Brooke Williams

Açougueira e aspirante a cantora, vive em constantes conflitos com o pai, Collin.
- Colin Gundersen (Loki) - Shane Cortese

Advogado e pai de Eve. Torna-se inimigo da família Johnson.
- Derrick Hansen (Thor) - Geoff Dolan

Pastor de ovelhas temperamental. Quer que a filha case-se com Odin contra a vontade.
- Helen Larvig (Iduna) - Sara Wiseman

Gerente de bar, envolve-se afetivamente com Ty.
- Hanna Larsen (Frigga) - Siobhan Marshall

Planejadora de casamentos, vive com o irmão, Martin.
- Martin Larsen (Heimdall) - Matthew Saville

Tem um passado de doença mental causado pelo constante esforço de guardião, anteriormente internado em uma clínica psiquiátrica. Age como uma sombra protetora de Axl, guiando-o sua busca.
- Karen Brock (Lofn) - Jennifer Ward-Lealand

Organizadora de festas, é mãe de Michele.
- Suzie (Saga) - Colleen Davis

Garçonete de taberna, envolve-se afetivamente com Axl, que acha ter encontrado Frigga.
- Kvasir - Michael Hurst

Sem-teto, vive  fugindo das perguntas dos irmãos Johnson, as quais é obrigado a responder.
- Bryn (Jotun) - John Leigh

Gigante por nascimento, é o pai adotivo de Gaia.
- Eggther -  Oliver Driver

Gigante enviado da Noruega para encontrar e matar Frigga, a fim de impedir o cumprimento de uma profecia.

### Mortais
- Zeb - Hayden Frost

Amigo e colega de quatro de Axl. Se intitula Freki, o lobo de Odin.
- Dawn - Fern Sutherland

Secretária de Anders, é a amada de Ty.
- Valerie Johnson - Roz Turnbull

Esposa de Mike e mãe adotiva de Axl.
- Rob - Richard Knowles

Ex-namorado de Valerie, passa 15 anos em coma por conta de uma briga causada por Mike.

## Transmissão e Distribuição
A transmissão original na Nova Zelândia foi feita pela TV3.
A distribuição mundial está a cargo da Discovery, através da sua subsidiária, All3Media. Diversos acordos de distribuição foram feitos para a transmissão em outros mercados, com destaque para o Syfy nos E.U.A. e Reino Unido, Network Ten na Austrália, Space no Canadá,  TG4 na Irlanda e para a Netflix global.
Não há acordo comercial para a transmissão em Portugal ou no Brasil.

## Ligações Externas
- The Almighty Johnsons. no IMDb.
- The Almighty Johnsons no X
- «The Almighty Johnsons no Syfy» 🔗 (em inglês)
- «TV3: The Almighty Johnsons» (em inglês)